# بریجپورت (اوهایو)
بریجپورت (به انگلیسی: Bridgeport) یک منطقهٔ مسکونی در ایالات متحده آمریکا است که در شهرستان بلمون، اوهایو واقع شده‌است. بریجپورت ۳٫۵۶ کیلومتر مربع مساحت و ۱٬۸۳۱ نفر جمعیت دارد و ۲۰۰ متر بالاتر از سطح دریا واقع شده‌است.